# 源長寺 (羽生市)
源長寺（げんちょうじ）は、埼玉県羽生市にある曹洞宗の寺院。

## 歴史
室町時代末期、木戸忠朝の開基である。忠朝は羽生城の城主だったが、1574年（天正2年）に後北条氏の猛攻に耐え切れず退去した。その忠朝が城主だった頃に当寺を創建した。
1590年（天正18年）、徳川家康が関東地方に転封された際に、大久保忠隣は羽生領の領主となった。ただ忠隣は羽生城には入城せず、城代として鷺坂（不得）道可を任じた。道可は忠朝の元家臣であった。旧主の忠朝やその家臣の菩提を弔うべく、忠朝が創建した当寺を中興した。
当寺の門は二つあり、そのうちの一つが山門と鐘楼が一体化した「鐘楼門」である。関東地方では珍しいもので、他には同県久喜市の宝聚寺の門があるくらいである。

## 文化財
- 不得道可夫妻画像（羽生市指定有形文化財 昭和48年7月1日指定）[2]

## 交通アクセス
- 羽生駅より徒歩30分。